# Голден Стэйт Валкириз
«Голден Стэйт Валкириз» (англ. Golden State Valkyries) — американская профессиональная женская баскетбольная команда, выступающая в Западной конференции женской национальной баскетбольной ассоциации (ЖНБА). Команда базируется в городе Сан-Франциско (штат Калифорния), свои домашние игры проводит в «Чейз-центре». Владельцами клуба являются Джо Лейкоб и Питер Губер, которым также принадлежит клуб НБА «Голден Стэйт Уорриорз».

## История команды
Женская национальная баскетбольная ассоциация (ЖНБА), основанная в 1997 году, ранее имела команду в Калифорнии под названием «Сакраменто Монархс», которая играла с 1997 года до своего роспуска в 2009 году, несмотря на победу в чемпионате лиги в 2005 году. После того, как «Монархс» распались, состав ЖНБА оставался стабильным с двенадцатью командами, хотя часто велись разговоры о расширении лиги.
26 сентября 2023 года издание «The Athletic» сообщило, что владельцы баскетбольного клуба «Голден Стэйт Уорриорз» из НБА, Джо Лейкоб и Питер Губер, завершают работу над соглашением о создании команды расширения женской НБА в Сан-Франциско. В 1995 году Лейкоб помог основать Американскую баскетбольную лигу (АБЛ), которая существовала до ЖНБА, и владел одной из её команд, «Сан-Хосе Лейзерс». АБЛ распалась уже в 1998 году, а «Лейзерс» стали последней женской профессиональной баскетбольной командой из района залива Сан-Франциско.
5 октября 2023 года была официально объявлена команда расширения, которая планировала начать играть в 2025 году, став первой новой франшизой женской НБА со времён команды «Атланта Дрим» в 2008 году. Сообщалось, что плата за расширение франшизы составит 50 миллионов долларов за 10 лет, что название клуба будет включать «Голден Стэйт», а объявление названия, логотипов и формы будет сделано позднее.
В течение первых нескольких часов после объявления было размещено более 2000 депозитов за сезонные абонементы. 30 января 2024 года Джесс Смит, генеральный менеджер футбольного клуба «Эйнджел Сити» из НЖФЛ, была нанята на должность президента команды. 16 апреля команда превысила 6000 депозитов за сезонные абонементы. 6 мая Охема Ньянин была назначена на должность генерального менеджера. 6 декабря 2024 года состоялся драфт расширения, а 14 апреля 2025 года «Голден Стэйт» принял участие в своём первом драфте ВНБА.
14 мая 2024 года были представлены название и логотип клуба «Голден Стэйт Валкириз». На логотипе изображен мост через залив, символизирующий связь между Сан-Франциско и Оклендом, с кабелями, которые также являются крыльями, и башней, которая также является мечом. Тринадцать линий от меча представляют Валькирий как тринадцатую команду в лиге, а крылья делят пространство на пять треугольников, которые представляют десять игроков на паркете. Внешняя форма — V, которая представляет Валькирий.

## Протокол сезонов ЖНБА
| Сезон                 | Конференция           | Место                 | Регулярный чемпионат  | Регулярный чемпионат  | Регулярный чемпионат  | Плей-офф                                  | Тренер                                    | Ссылки                                    |
| Сезон                 | Конференция           | Место                 | Победы                | Поражения             | Процент               | Плей-офф                                  | Тренер                                    | Ссылки                                    |
| Голден Стэйт Валкириз | Голден Стэйт Валкириз | Голден Стэйт Валкириз | Голден Стэйт Валкириз | Голден Стэйт Валкириз | Голден Стэйт Валкириз | Голден Стэйт Валкириз                     | Голден Стэйт Валкириз                     | Голден Стэйт Валкириз                     |
| --------------------- | --------------------- | --------------------- | --------------------- | --------------------- | --------------------- | ----------------------------------------- | ----------------------------------------- | ----------------------------------------- |
| 2025                  | Западная              | 5-е                   | 2                     | 3                     | 40,0                  |                                           | Натали Накасе                             | [ 10 ]                                    |
| Регулярки             | Регулярки             | Регулярки             | 2                     | 3                     | 40,0                  | 0 титулов победителя Западной конференции | 0 титулов победителя Западной конференции | 0 титулов победителя Западной конференции |
| Плей-офф              | Плей-офф              | Плей-офф              | 0                     | 0                     | 0,0                   | 0 титулов победителя турнира женской НБА  | 0 титулов победителя турнира женской НБА  | 0 титулов победителя турнира женской НБА  |

## Статистика игроков
| Сезоны | Лучшие игроки команды по пяти главным статистическим показателям | Лучшие игроки команды по пяти главным статистическим показателям | Лучшие игроки команды по пяти главным статистическим показателям | Лучшие игроки команды по пяти главным статистическим показателям | Лучшие игроки команды по пяти главным статистическим показателям | Ссылки |
| Сезоны | PPG                                                              | RPG                                                              | APG                                                              | SPG                                                              | BPG                                                              | Ссылки |
| ------ | ---------------------------------------------------------------- | ---------------------------------------------------------------- | ---------------------------------------------------------------- | ---------------------------------------------------------------- | ---------------------------------------------------------------- | ------ |
| 2025   | Жанель Салаюн (13,8)                                             | Жанель Салаюн (7,8)                                              | Вероника Бертон (4,4)                                            | Кейла Торнтон (2,4)                                              | Тиффани Хейз (0,5)                                               | [ 10 ] |

## Текущий состав команды
| \| Поз. \| № \| Гражд. \| Имя \| Дата рождения (возраст) \| Рост \| Вес \| Звание \| \| ---- \| -- \| ------ \| -------------------- \| ------------------------- \| ------ \| ----- \| ------ \| \| З \| 0 \| \| Карла Лейте \| 16 апреля 2004 (21 год) \| 175 см \| \| \| \| Ф \| 3 \| \| Летисия Эмихир \| 10 июля 2001 (24 года) \| 190 см \| 83 кг \| \| \| Ф \| 6 \| \| Кейла Торнтон \| 20 октября 1992 (32 года) \| 185 см \| 86 кг \| \| \| Ф \| 7 \| \| Стефани Толбот \| 15 июня 1994 (31 год) \| 188 см \| 87 кг \| \| \| Ф \| 13 \| \| Жанель Салаюн \| 5 сентября 2001 (23 года) \| 188 см \| \| \| \| Ф/Ц \| 14 \| \| Теми Фагбенле \| 8 сентября 1992 (32 года) \| 193 см \| 81 кг \| \| \| З \| 15 \| \| Тиффани Хейз \| 20 сентября 1989 (35 лет) \| 178 см \| 70 кг \| \| \| З \| 20 \| \| Кейт Мартин \| 5 июня 2000 (25 лет) \| 183 см \| 78 кг \| \| \| З \| 22 \| \| Вероника Бертон \| 12 июля 2000 (25 лет) \| 175 см \| 70 кг \| \| \| Ф \| 24 \| \| Чечилия Дзандаласини \| 16 марта 1996 (29 лет) \| 188 см \| 79 кг \| \| \| Ф \| 25 \| \| Моник Биллингс \| 2 мая 1996 (29 лет) \| 193 см \| 87 кг \| \| \| З \| 35 \| \| Жюли Ванло \| 10 февраля 1993 (32 года) \| 173 см \| \| \| | Главный тренер - Натали Накасе Ассистенты тренера - Касиб Пауэлл - Шугар Роджерс - Лэндон Тейтум - Кейтлин Нокс Легенда - (К) — Капитан команды Последнее изменение: 1 июня 2025 года |                     |                      |                           |        |       |        |
| Поз. | № | Гражд.              | Имя                  | Дата рождения (возраст)   | Рост   | Вес   | Звание |
| З | 0 | Флаг Франции        | Карла Лейте          | 16 апреля 2004 (21 год)   | 175 см |       |        |
| Ф | 3 | Флаг Канады         | Летисия Эмихир       | 10 июля 2001 (24 года)    | 190 см | 83 кг |        |
| Ф | 6 | Флаг США            | Кейла Торнтон        | 20 октября 1992 (32 года) | 185 см | 86 кг |        |
| Ф | 7 | Флаг Австралии      | Стефани Толбот       | 15 июня 1994 (31 год)     | 188 см | 87 кг |        |
| Ф | 13 | Флаг Франции        | Жанель Салаюн        | 5 сентября 2001 (23 года) | 188 см |       |        |
| Ф/Ц | 14 | Флаг Великобритании | Теми Фагбенле        | 8 сентября 1992 (32 года) | 193 см | 81 кг |        |
| З | 15 | Флаг США            | Тиффани Хейз         | 20 сентября 1989 (35 лет) | 178 см | 70 кг |        |
| З | 20 | Флаг США            | Кейт Мартин          | 5 июня 2000 (25 лет)      | 183 см | 78 кг |        |
| З | 22 | Флаг США            | Вероника Бертон      | 12 июля 2000 (25 лет)     | 175 см | 70 кг |        |
| Ф | 24 | Флаг Италии         | Чечилия Дзандаласини | 16 марта 1996 (29 лет)    | 188 см | 79 кг |        |
| Ф | 25 | Флаг США            | Моник Биллингс       | 2 мая 1996 (29 лет)       | 193 см | 87 кг |        |
| З | 35 | Флаг Бельгии        | Жюли Ванло           | 10 февраля 1993 (32 года) | 173 см |       |        |

## Главные тренеры
| Тренер        | Сезоны     | Победы и поражения (процент) | Победы и поражения (процент) | Ссылки |
| Тренер        | Сезоны     | Регулярка                    | Плей-офф                     | Ссылки |
| ------------- | ---------- | ---------------------------- | ---------------------------- | ------ |
| Натали Накасе | 2025—н. в. | 2-3 (40,0)                   | 0-0 (0,0)                    | [ 11 ] |
| Всего         |            | 2-3 (40,0)                   | 0-0 (0,0)                    |        |

## Владельцы команды
- Джо Лейкоб и Питер Губер (2025—н.в.)

## Генеральные менеджеры
- Охема Ньянин (2025—н.в.)

## Индивидуальные и командные награды
| Награды                     | Игроки, тренеры и сезоны | Ссылки |
| --------------------------- | ------------------------ | ------ |
| Чемпионка ЖНБА              | 0                        | [ 12 ] |
| Финал ЖНБА                  | 0                        |        |
| Плей-офф ЖНБА               | 0                        |        |
| MVP ЖНБА                    | нет                      | [ 13 ] |
| MVP финала ЖНБА             | нет                      | [ 14 ] |
| MVP ASG ЖНБА                | нет                      | [ 15 ] |
| Лучший игрок обороны        | нет                      | [ 16 ] |
| Самый прогрессирующий игрок | нет                      | [ 17 ] |
| Спортивное поведение        | нет                      | [ 18 ] |
| Лучший шестой игрок         | нет                      | [ 19 ] |
| Лидерские качества          | нет                      | [ 20 ] |
| Лучший новичок              | нет                      | [ 21 ] |
| Лучший тренер               | нет                      | [ 22 ] |
| Лучший менеджер             | нет                      | [ 23 ] |

## Известные игроки
- Вероника Бертон
- Моник Биллингс
- Жюли Ванло
- Чечилия Дзандаласини
- Стефани Толбот
- Кейла Торнтон
- Теми Фагбенле
- Тиффани Хейз

## Участники матчей всех звёзд
| Год  | Участники матчей всех звёзд | Участники матчей всех звёзд |
| Год  | Стартовый состав            | Резервный состав            |
| ---- | --------------------------- | --------------------------- |
| 2025 |                             |                             |